# Pokutový kop

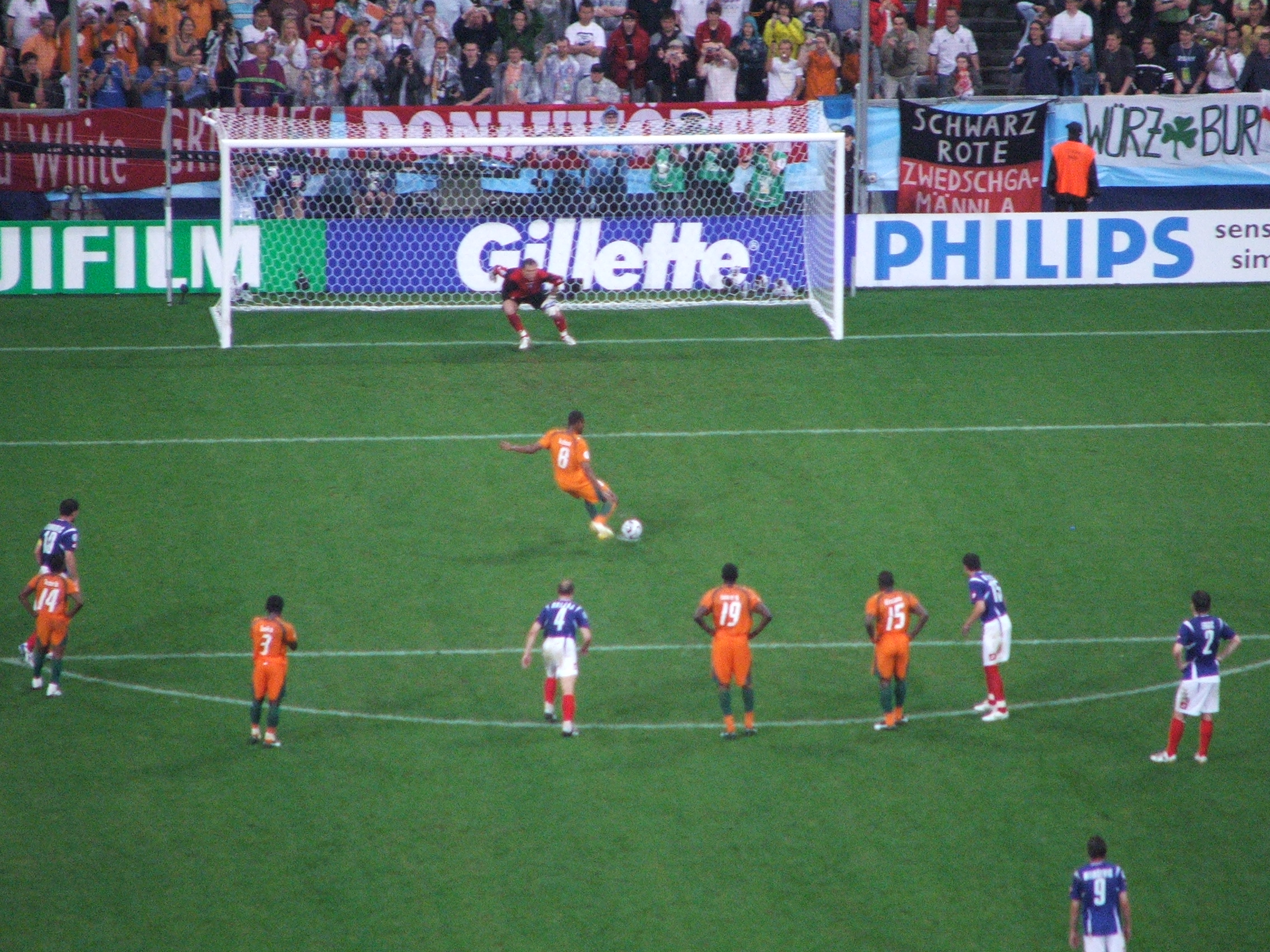
Pokutový kop (Pobřeží slonoviny vs. Srbsko a Černá Hora)

Pokutový kop (též penalta, lidově desítka či jedenáctka) je druh fotbalového trestu, kterým rozhodčí trestá přestupky spáchané družstvem v blízkosti vlastní branky. Umožňuje přestupkem postiženému družstvu nebráněnou střelu na branku z malé vzdálenosti, takže výsledkem pokutového kopu je ve velké většině případů skórování branky.

## Nařízení pokutového kopu
Pokutový kop nařizuje rozhodčí v případě, že se tým dopustil v době, kdy je míč ve hře, ve vlastním pokutovém území (bez ohledu na to, kde v tu dobu byl míč) vůči hráči soupeře některého z přestupků, za něž by se jinak nařizoval přímý volný kop. Tedy pokud hráč nedbalým či bezohledným způsobem nebo za použití nepřiměřené síly
- kopne nebo se pokusí kopnout soupeře,
- podrazí nebo se pokusí podrazit soupeře,
- skočí na soupeře,
- vrazí do soupeře,
- udeří nebo se pokusí udeřit soupeře,
- strčí do soupeře,
- odebírá soupeři míč (např. se při odebírání míče dotkne soupeře dříve než míče),

případně pokud hráč
- drží soupeře,
- plivne na soupeře,
- úmyslně hraje míč rukou (vyjma brankáře ve vlastním pokutovém území).

Nařízení pokutového kopu nevylučuje udělení osobního trestu provinivšímu se hráči, pokud např. útočník obejde brankáře, ale střelu do opuštěné branky v poslední chvíli rukou zachytí obránce, je nařízen pokutový kop a obránce je vyloučen za zmaření zjevné brankové příležitosti soupeře.

## Provedení

Dokud není míč ve hře, nesmějí ostatní hráči vstoupit do vyznačené části hřiště – do pokutového území, do pokutového oblouku či blíže brankové čáře, než je míč

Brankář mužstva, proti kterému je pokutový kop nařízen, se postaví do vlastní branky, na brankovou čáru, čelem do hřiště. Míč se umístí na pokutovou značku (vzdálenou 11 m od brankové čáry) a jeden z hráčů soupeře (může jím být i brankář) je zřetelně označen k provedení pokutového kopu (v případě nejasností kapitánem družstva). Všichni ostatní hráči musí stát mimo pokutové území a pokutový oblouk a za míčem až do okamžiku rozehrání. Brankář musí do té doby zůstat na brankové čáře (může se na ní však pohybovat).
Poté, co dá rozhodčí k provedení kopu pokyn píšťalkou, se hráč provádějící pokutový kop může rozběhnout a kopnout míč na branku. Jakmile se míč pohne vpřed, je ve hře, brankář smí opustit brankovou čáru a ostatní hráči mohou vběhnout do pokutového území. Hráč provádějící pokutový kop sice smí brankáře před kopem svým pohybem mást, nesmí to však činit způsobem, který by podle názoru rozhodčího byl nesportovním chováním. Takto je zakázáno například zastavit se v rozběhu, provést kop zády k brance, předstírat přípravu míče a náhle nečekaně vystřelit či provést kop patičkou – za takové chování rozhodčí neuzná případně vstřelenou branku, hráči udělí osobní trest a hru naváže nepřímým volným kopem. Vždy však musí pokutový kop zahrávat nohou (tedy nikoliv např. hlavou).
Akce pokutového kopu skončí v okamžiku, kdy:
- míč přejde brankovou čáru do branky,
- míč opustí hrací plochu,
- míč se odrazí od tyče či břevna zpět do pole,
- brankář míč chytí nebo vyrazí zpět do pole,
- se míče dotkne někdo jiný než brankář,
- míč praskne při nárazu do tyče, břevna či dotekem brankáře.[7]

Pokud míč skončí v brance (případně s odrazem od tyčí, břevna či brankáře), rozhodčí uzná gól a hra pokračuje rozehráním z půlky jako po běžném vstřelení branky. Pokud je i po dokončení akce pokutového kopu míč stále ve hře, hra normálně pokračuje (pokud například brankář pokutový kop chytil, může běžným způsobem přihrát některému spoluhráči). Pokud se míč odrazí do hřiště od tyče či břevna (případně do branky ani nedoletí), musí jím hrát jiný hráč než exekutor pokutového kopu (a tento jiný hráč např. může míč dorazit do branky) – pokud se hráč provádějící kop dotkne míče podruhé, aniž by se mezitím míče dotkl jiný hráč, rozhodčí přeruší hru a nařídí proti jeho družstvu nepřímý volný kop.
Pokud dojde mezi vydáním signálu k provedení pokutového kopu a jeho provedením k nějakému porušení pravidel, nechá rozhodčí pokutový kop dokončit a následně postupuje podle toho, kdo pravidla porušil: Pokud přestupek spáchal člen útočícího družstva (včetně hráče, který pokutový kop provádí) a pokutový kop skončil brankou, rozhodčí branku neuzná a nechá pokutový kop opakovat; pokud byl pokutový kop neúspěšný, rozhodčí přeruší hru a naváže nepřímým volným kopem proti útočícímu družstvu. Pokud přestupek spáchal člen bránícího družstva (včetně brankáře) a pokutový kop skončil brankou, rozhodčí ji uzná; pokud byl kop neúspěšný, rozhodčí nechá pokutový kop opakovat. Pokud pravidla překročila obě družstva, rozhodčí nechá kop opakovat. (Při opakování nemusí být exekutorem stejný hráč.)
| Pravidla porušil | Výsledek kopu       | Výsledek kopu     |
| Pravidla porušil | Kop skončil brankou | Neúspěšný kop     |
| ---------------- | ------------------- | ----------------- |
| Útočník          | Kop zopakován       | Nepřímý volný kop |
| Obránce          | Branka uznána       | Kop zopakován     |
| Obě družstva     | Kop zopakován       | Kop zopakován     |

Pokud rozhodčí nařídí pokutový kop na konci některého poločasu (případně části prodloužení), kdy by jinak už hrací dobu ukončil, je povinen prodloužit hrací dobu tak, aby se mohl pokutový kop uskutečnit. V takovém případě poločas, resp. zápas ukončí okamžitě poté, jakmile je akce pokutového kopu skončena s jasným výsledkem (včetně případného opakování při porušení pravidel); na tuto situaci rozhodčí před provedením kopu upozorní kapitány obou družstev.

## Úspěšnost

Úspěšnost při penaltových kopech
Úspěšná penalta
Ubráněno brankářem
Střela mimo branku
Střela do tyče či břevna (která neskončila gólem)

Pokutový kop je ve fotbale považován za nejnebezpečnější standardní situaci. V roce 2008 byla provedena analýza pokutových kopů v Lize mistrů, Poháru UEFA, Premier League, La Lize, Bundeslize, Serii A a Ligue 1 a v mezinárodních zápasech účastníků Eura 2008 za poslední tři sezóny. Ze statistik vyšlo najevo, že ve sledovaném období bylo zahráno 1527 pokutových kopů, ze kterých bylo 74,7 % úspěšně proměněno, 18,2 % kopů chytili brankáři, 3,6 % kopů mířilo mimo branku a 3,5 % kopů zasáhlo tyč.

## Penaltový rozstřel
Pokud je po konci zápasu výsledné skóre z pohledu příslušné soutěže nepřijatelné (např. remíza ve vyřazovací fázi turnaje, stejné skóre v domácím zápase i odvetě v turnajích hraných na dva zápasy apod.), je potřeba rozhodnout nějakým dalším způsobem. Tím je zpravidla prodloužení zápasu o 2×15 minut; pokud ani po této době není rozhodnuto, provádějí se tzv. kopy z pokutové značky. Při těch se provádějí kopy podle obdobných pravidel jako pokutový kop (jedná se však o odlišnou herní situaci řízenou odlišným pravidlem), přičemž je konečným vítězem (případně postupujícím apod.) mužstvo, které z pěti pokusů dosáhlo více branek. (Pokud pět pokusů nerozhodne, dále se pokračuje po jednom pokusu.)

## Rekordy

### Nejrychleji získané penalty
- 8 sekund – 4. února 2015, Hamburger SV – SC Paderborn 07 3:0 (Bundesliga, nejvyšší německá soutěž), faul Patricka Zieglera na Marcella Jansena.[16]
- 9 sekund – listopad 2014, Háje – Přední Kopanina 1:3, (pražský přebor, pátá nejvyšší česká soutěž), faul brankáře na Dominika Santlera.[17]
- 11 sekund – listopad 2013, Macclesfield Town FC – Wrexham FC 3:2 (pátá anglická liga), hostující brankář Andy Coughlin fauloval v pokutovém území Connora Jenningse.[18][16]

### Nejvyšší počet v jednom zápase
V zápase Football League Second Division (tehdejší druhá nejvyšší anglická soutěž) 27. března 1989 mezi Crystal Palace FC a Brighton & Hove Albion FC nařídil rozhodčí Kelvin Morton pět pokutových kopů (všechny dokonce v průběhu 27 minut hry), čímž stanovil anglický rekord. Crystal Palace tři ze svých čtyř penalt zahodil, Brighton svou jedinou proměnil, zápas skončil výsledkem 2:1 pro Crystal Palace.